# 叉花蟹蛛
叉花蟹蛛（学名：Xysticus furcillifer）为蟹蛛科花蟹蛛属的动物。在中国大陆，分布于甘肃等地。该物种的模式产地在甘肃。